# Delage Type D.6 (1929)

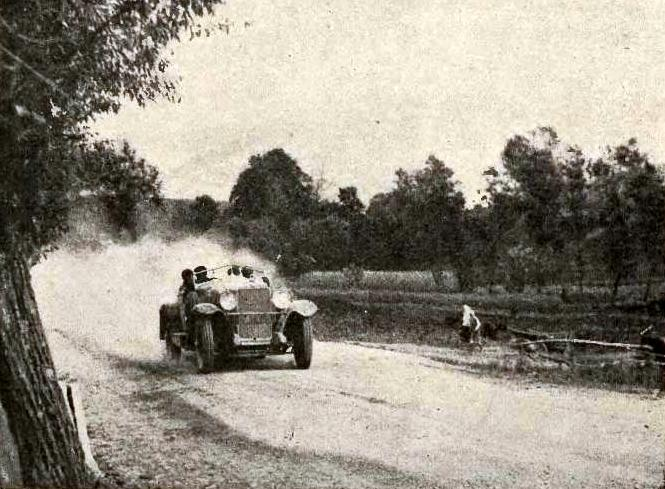
Delage Type D.6 während eines Rennens in Polen

Der Delage Type D.6 sowie der davon abgeleitete Delage Type D.6 L waren Pkw-Modelle der französischen Marke Delage. Es gibt auch die Schreibweisen Delage Type D-6, Delage Type D 6 und Delage Type D6. Für ähnlich benannte Modelle siehe Delage Type D.6.

## Beschreibung
Die nationale Zulassungsbehörde prüfte den Type D.6 mit der Nummer 31.712 und erteilte am 3. Oktober 1929 die Zulassung. Die Langversion Type D.6 L erhielt keine separate Typprüfung. Delage bot beide Modelle von 1930 bis 1932 an. Vorgänger war der Delage Type DM. Nachfolger wurden der Delage Type D.8.85 und der Delage Type D.8.105.
Ein Sechszylindermotor vom Typ M 9 trieb die Fahrzeuge an. Er hatte 77 mm Bohrung und 109 mm Hub. Das ergab 3045 cm³ Hubraum. Der Motor war mit 17 Cheval fiscal eingestuft und leistete 72 PS.
Das Fahrgestell hatte 1420 mm Spurweite und 3114 mm Radstand. Bei der Langversion betrug der Radstand 3249 mm. Die Normalversion war 4280 mm lang und die Langversion 4410 mm. Die Breite betrug einheitlich 1700 mm.
Bekannt sind Aufbauten als zwei- und viertürige Limousine, Pullman-Limousine, Coupé und Cabriolet.

## Stückzahlen und überlebende Fahrzeuge
Peter Jacobs vom Delage Register of Great Britain erstellte im Oktober 2006 eine Übersicht über Produktionszahlen und die Anzahl von Fahrzeugen, die noch existieren. Seine Angaben zu den Bauzeiten weichen in einigen Fällen von den Angaben der Buchautoren ab. Für dieses Modell bestätigt er die Bauzeit von 1930 bis 1932. Von 1160 hergestellten Fahrzeugen existieren noch 22.

## Auktionen

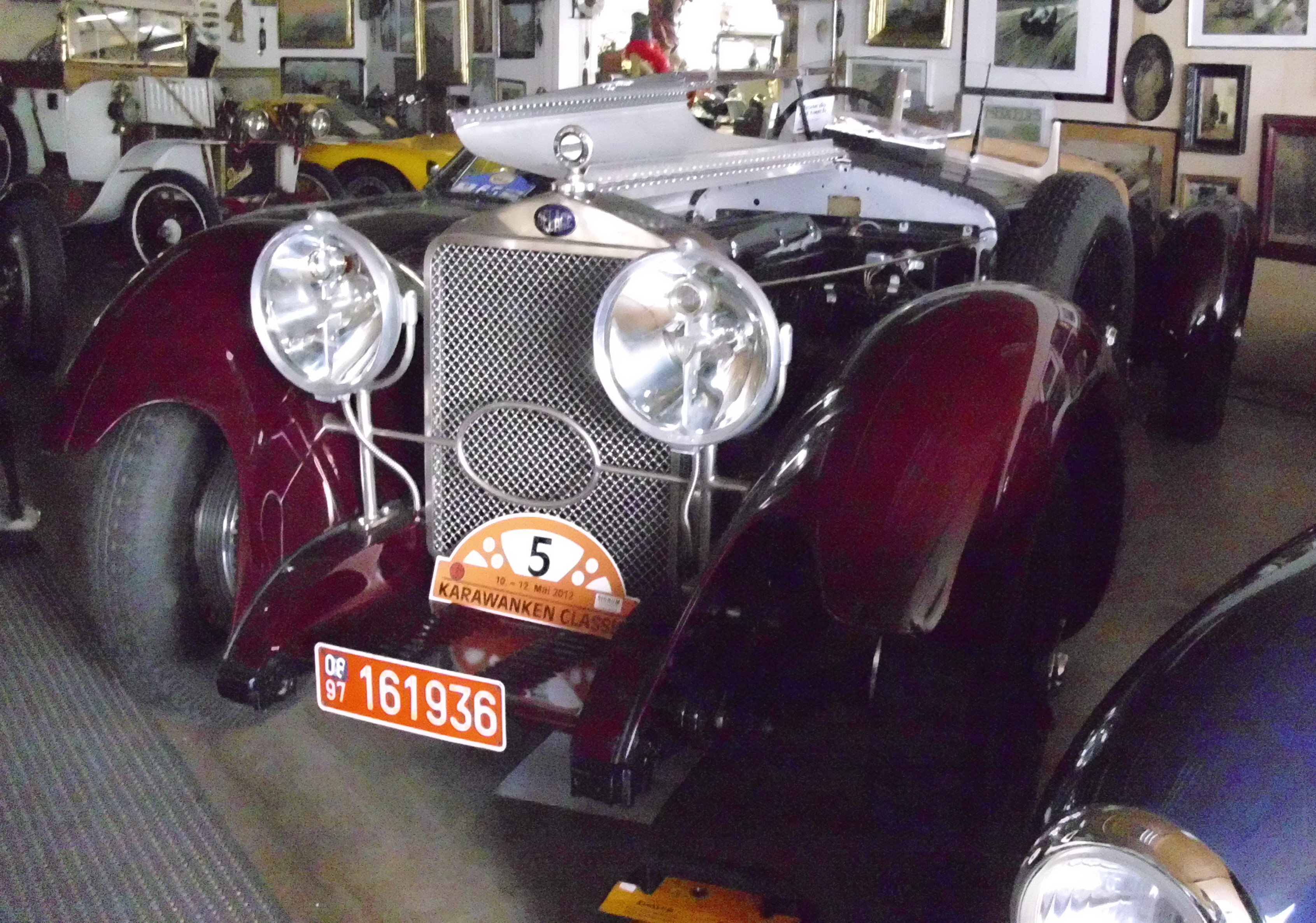
Das mehrfach angebotene Fahrzeug im aufgelösten Automuseum in Stainz

Ein erhalten gebliebenes Fahrzeug hat eine offene Karosserie vom Karosseriebauunternehmen Guillaume Busson aus Nanterre. 2010
stand es bei einem Händler für klassische Fahrzeuge in den Niederlanden. Danach war es im Automuseum Stainz. Eine erste Auktion von Coys am 26. September 2015 in Frankfurt am Main anlässlich der IAA blieb bei einem Schätzpreis von 180.000 bis 190.000 Euro erfolglos. Am 7. September 2017 versteigerte Coys das Fahrzeug offensichtlich für 151.875 Pfund Sterling in England. Allerdings bot Coys das Fahrzeug am 17. Oktober 2017 erneut an. Erwartet wurden 130.000 bis 150.000 Pfund. Ein Verkauf ist nicht überliefert. Der nächste Versuch war am 25. Mai 2017 in London. Wieder wurde das Fahrzeug nicht verkauft.